# Vielle-Soubiran
Vielle-Soubiran è un comune francese di 253 abitanti situato nel dipartimento delle Landes nella regione della Nuova Aquitania.

## Società

### Evoluzione demografica
Abitanti censiti